# Власова, Раиса Ивановна
Раиса Ивановна Власова (1919, Подольск, Московская губерния, РСФСР — 2003) — советский и российский искусствовед, автор книг по истории русского и советского искусства, доктор искусствоведения (1985), профессор.

## Биография
Раиса Власова родилась в 1919 году в Подольске. Участвовала в Великой Отечественной войне. Не позднее 1945 года окончила исторический факультет Московского государственного университета. Её учителями были такие известные искусствоведы, как Михаил Алпатов, Борис Виппер, Виктор Лазарев и Алексей Фёдоров-Давыдов.
В 1945 году Раиса Власова переехала в Ленинград, где поступила в аспирантуру Академии художеств СССР. В 1951 году защитила кандидатскую диссертацию по теме «Раннее творчество К. А. Коровина (станковая живопись)» и получила учёную степень кандидата искусствоведения (автореферат диссертации датирован 1950 годом, научный руководитель — И. В. Гинзбург).
После окончания аспирантуры Раиса Власова начала свою работу в Ленинградском институте живописи, скульптуры и архитектуры имени И. Е. Репина (впоследствии — Санкт-Петербургский институт живописи, скульптуры и архитектуры имени И. Е. Репина). Там, на факультете теории и истории искусств, она преподавала более 50 лет, была профессором кафедры русского искусства. В 1985 году защитила докторскую диссертацию по теме «Русское театрально-декорационное искусство начала XX века. Наследие петербургских мастеров и проблема синтеза искусств» и получила учёную степень доктора искусствоведения.
Раиса Власова написала ряд монографий и статей, посвящённых истории русского искусства XIX—XX веков, а также творчеству художников Константина Коровина, Андрея Рябушкина, Софьи Юнович, Симона Вирсаладзе и других. В последние 15 лет своей жизни Раиса Власова работала над темой «Андрей Петрович Рябушкин. Жизнь и творчество» — её монография о художнике была доработана Беллой Соловьёвой и выпущена в 2014 году, через десять с лишним лет после смерти Власовой, которая скончалась в 2003 году.

## Сочинения Р. И. Власовой
- Портретная живопись (Творчество ленинградских художников). Ленинград, Художник РСФСР, 1960
- Павел Андреевич Федотов. Альбом репродукций. Ленинград — Москва, Изогиз, 1961 (автор-составитель)
- Константин Коровин. Творчество. Ленинград, Художник РСФСР, 1969
- Русское театрально-декорационное искусство начала XX века. Наследие петербургских мастеров. Ленинград, Художник РСФСР, 1984
- Балет Д. Д. Шостаковича «Золотой век» в оформлении С. Б. Висаладзе. Ленинград, Академия художеств СССР, 1987
- С. М. Юнович. Альбом. Ленинград, Художник РСФСР, 1988 (автор-составитель)
- Андрей Петрович Рябушкин. Жизнь и творчество.  Москва, Аватар, 2014